# Parque nacional de Gugamal
El parque nacional de Gugamal es un parque nacional en el distrito de Amravati del estado de Maharashtra, en el centro de la India. Fue declarado en 1975.
Melghat es una reserva del tigre cuya superficie se corresponde en parte con el parque, creada en 1973-1974, dentro del "Proyecto Tigre" (Project Tiger). En 1985 Melghat fue reconocida como Santuario de la vida salvaje (Wildlife Sanctuar). El núcleo central de la reserva del tigre de Melghat es el parque nacional de Gugamal, que ocupa una superficie de 361,28 km², una parte consistente de los 1.677 km² de Melghat, sobre los montes Gavilgarh.

## Flora
El bosque en la accidentada zona de Melghat es el típico caducifolio seco meridional. Está formado principalmente, entre otras especies, por teca, grosellero de la India, dhawada y otros del género Schleichera oleosa. También está ampliamente representado por los bosques el bambú. En las colinas más altas, se encuentran algunas orquídeas y plantas del género Strobilanthes. La zona es rica en plantas medicinales.

## Fauna
La zona es rica en mamíferos salvajes, entre los que se encuentra el tigre, la pantera, el oso perezoso, el chacal, la hiena, el antílope de cuatro cuernos, el gaur, el sambar, el muntíaco, el ratel, ardillas voladoras, el chital, el nilgó, el jabalí, el langur, el macaco Rhesus, y macaco. También hay aquí 25 tipos de peces y muchas variedades de mariposas.
Los cocodrilos se reintrodujeron de forma sistemática en marzo de 1990 y en febrero de 1991 en Siddu Kund en el río Gadga cerca de Dhakna y Hathikund en el río Dolar en el parque nacional de Gugamal.